# Joseph Schwantner
Joseph C. Schwantner (Chicago, 22 maart 1943) is een Amerikaans componist en muziekpedagoog.

## Levensloop
Schwantner begon zijn muzikale ervaring met gitaar en kreeg op 8-jarige leeftijd lessen bij Robert Stein. Hij studeerde compositie bij Bernard Dieter aan het American Conservatory, later: Chicago Conservatory in zijn geboortestad en aansluitend bij Alan Stout en Anthony Donato aan de Northwestern-universiteit in Evanston (Illinois). Aan deze universiteit kreeg hij drie prijzen voor compositie, in 1965 voor zijn Concertino, voor altsaxofoon en drie kamer-ensembles, in 1966 voor zijn  Diaphonia Intervallum, voor altsaxofoon, dwarsfluit, piano en strijkers en in 1968 voor Chronicon, voor fagot en piano, dat in première ging tijdens het Tanglewood Festival. In 1966 behaalde hij zijn Master of Music en promoveerde aan de Northwestern-universiteit tot Doctor of Musical Arts in 1968. Van verschillende bekende organisaties kreeg hij studiebeursen, zoals de eerste Charles Ives studiebeurs van de American Academy of Arts and Letters, van de Guggenheim Foundation, van de Marta Baird Rockefeller Foundation en een studiebeurs van de National Endowment for the Arts.
Aansluitend werd hij assistent professor voor compositie aan de Pacific Lutheran University in Tacoma, (Washington). Een jaar later in 1969 werd hij eveneens assistent professor aan de Ball State University in Muncie (Indiana). In 1970 ging hij aan de Eastman School of Music in Rochester (New York). In 1977 was hij Resident Fellow in de MacDowell Colony in Peterborough (New Hampshire). Hier schreef hij zijn Wild Angels of the Open Hills, een zang-cyclus voor sopraan, dwarsfluit en harp op een tekst van de sciencefictionauteur Ursula K. LeGuin.
Schwandtner is een van de belangrijkste hedendaagse componisten in de Verenigde Staten. Hij kreeg opdrachten van onder andere het National Symphony Orchestra, het New York Philharmonic Orchestra, het Boston Symphony Orchestra, van het First New York Festival of the Arts, het Barlow Endowment for Music Composition en andere bekende orkesten en organisaties. 
Sinds 2002 is hij lid van de American Academy of Arts and Letters. Naast andere nationale en internationale onderscheidingen kreeg hij in 1979 de Pulitzer-prijs. 

## Composities

### Werken voor orkest
- 1965 Concertino, voor altsaxofoon en drie kamer-ensembles
- 1966 Diaphonia Intervallum, voor altsaxofoon, dwarsfluit, klarinet, piano en strijkers
- 1972 Modus Caelestis, voor 12 dwarsfluiten, 12 strijkers, 3 slagwerkers, celesta en piano
- 1979 Aftertones of Infinity
- 1982 New Morning for the World "Daybreak of Freedom", voor spreker en orkest - tekst: Martin Luther King
- 1984 A Sudden Rainbow
- 1984 Distant Runes and Incantations, voor geprepareerd piano en orkest
- 1987 From Afar..."A Fantasy", voor gitaar en orkest
- 1987 Toward Light
- 1988 Concerto, voor piano en orkest
- 1989 Freeflight "Fanfares" and "Fantasy", voor orkest
- 1992 Percussion Concerto, voor slagwerk en orkest
- 1992 Through Interior Worlds, ballet voor orkest
- 1999 Beyond Autumn "Poem", voor hoorn en orkest
- 2001 September Canticle "In Memoriam", voor orgel, koperblazers, slagwerk, geprepareerd piano en strijkers
- 2002 Angelfire "Fantasy", voor geprepareerde viool en orkest
- 2006 Morning's Embrace, voor orkest
- 2008 Chasing Light..., voor orkest
- A Play of Shadows, voor dwarsfluit en kamerorkest

### Werken voor harmonieorkest
- 1977 ...and the mountains rising nowhere
- 1980 From a Dark Millennium
- 1996 In evening's stillness...
- 1994 Percussion Concerto, voor slagwerk solo en harmonieorkest
- 2004 Recoil, voor harmonieorkest
- 2004 New Morning for the World "Daybreak of Freedom", voor spreker en harmonieorkest - tekst: Martin Luther King

### Vocale muziek
- 1977 Wild Angels of the Open Hills, een zang-cyclus voor sopraan, dwarsfluit en harp - tekst: Ursula K. LeGuin
- 1979 Sparrows, voor sopraan solo, dwarsfluit (piccolo), klarinet, viool, altviool, cello, piano, harp en slagwerk - tekst: Issa
- 1983 Magabunda (Witchnomad) "four Poems of Agueda Pizarro", voor sopraan en orkest
- 1984 Dreamcaller, drie liederen voor sopraan solo, viool solo en orkest
- 1995 "Evening Land" Symphony, voor sopraan-solo, piano, klavecimbel en orkest - Text: Par Lagerkvist uit de gedichtenreeks "Aftonland," vertaalt van W.H. Auden en Leif Sjoberg
- Two Poems of Agueda Pizarro, voor sopraan en piano

### Kamermuziek
- 1968 Chronicon, voor fagot en piano
- 1971 Consortium II, voor dwarsfluit, klarinet, viool, cello, piano en slagwerk
- 1981 Music of Amber, voor dwarsfluit, klarinet (basklarinet), viool, cello, piano en slagwerk
  1. Wind, Willow, Whisper...
  2. Sanctuary
- 1984/1987 Distant Runes and Incantations, voor dwarsfluit, klarinet, viool I, viool II, altviool, cello, piano en slagwerk Distant Runes and Incantations
- 2006 Rhiannon's Blackbirds, voor piccolo/dwarsfluit, klarinet/basklarinet, viool/altviool, cello, piano en slagwerk
- 2007 Silver Halo, voor piccolo, dwarsfluit, altfluit en basfluit
- Black Anemones, voor dwarsfluit en piano
- Canticle of the Evening Bells (Consortium IX), voor dwarsfluit solo, hobo (althobo), klarinet, fagot, trompet, hoorn, trombone, piano, slagwerk, viool, altviool, cello en contrabas
- Consortium (I), voor dwarsfluit, klarinet, viool, altviool en cello
- Elixir (Consortium VIII), voor dwarsfluit, klarinet, viool, altviool, cello en piano
- In Aeternum (Consortium IV), voor cello solo en vier instrumentalisten
- Percussion Concerto, voor slagwerkers en twee piano's
- Soaring, voor dwarsfluit en piano

### Werken voor orgel
- In Aeternum II, voor solo orgel

### Werken voor piano
- 1987 Veiled Autumn (Kindertodeslied)

### Werken voor slagwerk
- 1990 Velocities (Moto Perpetuo), voor marimba